# Nordic Futsal Cup 2016
La Nordic Futsal Cup 2016 è stata la 3ª edizione della manifestazione. Disputata tra l'Arena Skövde di Skövde e lo Jönköpings Idrottshus di Jönköping, in Svezia, si è svolta dal 30 novembre al 4 dicembre 2016. Hanno partecipato – per la prima volta – cinque Nazionali, tutte provenienti dai paesi nordici: Danimarca, Finlandia, Groenlandia, Norvegia e Svezia.
La vittoria finale è andata alla Finlandia, che si è aggiudicata la manifestazione per la seconda volta. Il finlandese Miika Hosio è stato il capocannoniere del torneo, a quota 3 reti.

## Classifica finale
|  | Pos. | Squadra     | Pt | G | V | N | P | GF | GS | DR  |
|  | ---- | ----------- | -- | - | - | - | - | -- | -- | --- |
|  | 1.   | Finlandia   | 12 | 4 | 4 | 0 | 0 | 16 | 5  | +11 |
|  | 2.   | Svezia      | 7  | 4 | 2 | 1 | 1 | 11 | 6  | +5  |
|  | 3.   | Danimarca   | 4  | 4 | 1 | 1 | 2 | 10 | 21 | -11 |
|  | 4.   | Norvegia    | 3  | 4 | 1 | 0 | 3 | 6  | 12 | -6  |
|  | 5.   | Groenlandia | 3  | 4 | 1 | 0 | 3 | 12 | 21 | -9  |

### Risultati
| Skövde 30 novembre 2016, ore 15:00 1ª giornata                        | Finlandia | 4 – 0 referto | Norvegia | Arena Skövde |
| \| \| \| \| \| Kytölä 14’ Autio 17’, 26’ Hosio 18’ \| Marcatori \| \| |           |               |          |              |
|                                                                       |           |               |          |              |
| Kytölä 14’ Autio 17’, 26’ Hosio 18’                                   | Marcatori |               |          |              |

| Skövde 30 novembre 2016, ore 17:30 1ª giornata                        | Danimarca | 2 – 2 referto   | Svezia | Arena Skövde |
| \| \| \| \| \| 25’ (aut.) Fogt 32’ \| Marcatori \| 9’, 32’ Ostojic \| |           |                 |        |              |
|                                                                       |           |                 |        |              |
| 25’ (aut.) Fogt 32’                                                   | Marcatori | 9’, 32’ Ostojic |        |              |

| Arbitro: | Lehtinen |

|  |           |                 |
|  | Marcatori | 37’, 39’ Ovesen |

| Skövde 1º dicembre 2016, ore 15:00 2ª giornata | Finlandia | 6 – 4 referto | Groenlandia | Arena Skövde\| Arbitro: \| Rafiq \| |
| Arbitro:                                       | Rafiq     |               |             |                                     |

| Arbitro: | Lehtinen |

|                                          |           |                                         |
| Juhl 10’ Funch 22’ Maqe 28’ Petersen 33’ | Marcatori | 24’ Espegren 30’ Schjetne 35’ Vučenović |

| Arbitro: | Rafiq |

|  |           |            |
|  | Marcatori | 30’ Kytölä |

| Skövde 3 dicembre 2016, ore 13:00 4ª giornata                                                                                   | Danimarca | 7 – 2 referto | Groenlandia | Arena Skövde |
| \| \| \| \| \| Christoffersen 3’ El-Ouaz 11’ Ibrahim 23’, 29’ Jørgensen 26’ Rasmussen 38’ Mehlsen 39’ \| Marcatori \| 4’ 34’ \| |           |               |             |              |
| |           |               |             |              |
| Christoffersen 3’ El-Ouaz 11’ Ibrahim 23’, 29’ Jørgensen 26’ Rasmussen 38’ Mehlsen 39’                                          | Marcatori | 4’ 34’        |             |              |

| Skövde 3 dicembre 2016, ore 15:30 4ª giornata                                                      | Svezia    | 4 – 1 referto    | Norvegia | Arena Skövde |
| \| \| \| \| \| Rossi 1'20'’ Asp 15'54'’ Legiec 21'06’, 38'46'’ \| Marcatori \| 36'07'’ Espegren \| |           |                  |          |              |
| |           |                  |          |              |
| Rossi 1'20'’ Asp 15'54'’ Legiec 21'06’, 38'46'’                                                    | Marcatori | 36'07'’ Espegren |          |              |

| Skövde 4 dicembre 2016, ore 14:00 5ª giornata                 | Finlandia | 5 – 1 referto | Danimarca | Arena Skövde |
| \| \| \| \| \| 10’ 13’ 25’ 30’ 37’ \| Marcatori \| 4’ Fogt \| |           |               |           |              |
|                                                               |           |               |           |              |
| 10’ 13’ 25’ 30’ 37’                                           | Marcatori | 4’ Fogt       |           |              |

| Skövde 4 dicembre 2016, ore 16:30 5ª giornata                                                          | Svezia    | 5 – 0 referto | Groenlandia | Arena Skövde |
| \| \| \| \| \| Asp 5'34'’ Söderqvist 6'45'’, 22'36'’ Kaplan 34'24'’ Abraham 36'35'’ \| Marcatori \| \| |           |               |             |              |
| |           |               |             |              |
| Asp 5'34'’ Söderqvist 6'45'’, 22'36'’ Kaplan 34'24'’ Abraham 36'35'’                                   | Marcatori |               |             |              |